# 국도 제84호선 (미국)
미국 84번 국도(U.S. Route 84, US 84)는 콜로라도주 파고사스프링즈에서 조지아주 미드웨이까지 이어지는 미국의 일반 국도다.